# Epitaph für Georg Kern

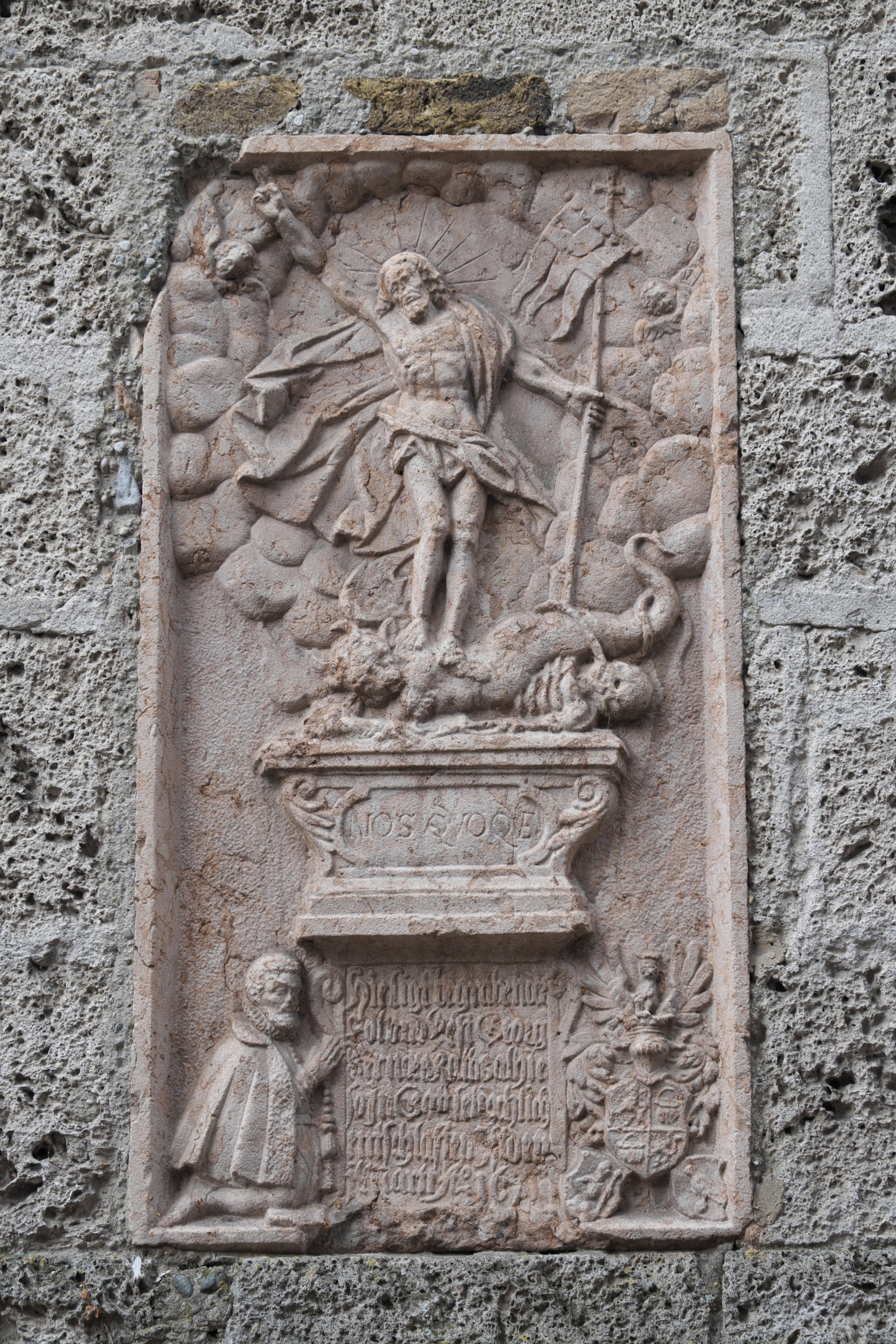
Epitaph für Georg Kern

Das Epitaph für Georg Kern an der Südseite zwischen Chor und Südportal der katholischen Pfarrkirche St. Jakob in Wasserburg am Inn, einer Stadt im oberbayerischen Landkreis Rosenheim, wurde nach 1611 geschaffen.

## Beschreibung
Das 89 cm hohe und 46 cm breite Epitaph aus Rotmarmor für Georg Kern († 1. März 1611), Ratsherr in Wasserburg, zeigt im unteren Drittel links den Verstorbenen kniend. In der Mitte ist ein Schriftfeld und rechts sein Wappen mit zwei kleineren Sippschaftswappen darunter zu sehen. 
Auf barockem Sockel mit der lateinischen Inschrift NOS QVOQVE (und auch wir) schwebt der Auferstandene Christus in einer Wolke, zu seinen Füßen sind Tod und Teufel dargestellt. 
Die untere Inschrift lautet:
Hie ligt begraben der

Edl und Vest Georg

Kern des Raths alhie

so in Gott seligchlich

entschlaffen Ist den

1. Marti Ao 1611 